# Yahoo! Toolbar
Yahoo! Toolbar è una toolbar per i browser. È disponibile per i browser Internet Explorer, Firefox e Google Chrome. Non sono invece supportati Opera e Safari.
Originariamente era un segnalibro e pop-up blocker, si è evoluto per fornire un'esperienza app come all'interno della barra degli strumenti. Ha applicazioni per i siti leader come Facebook, Yahoo! Mail, Meteo e Notizie. Esso permette inoltre agli utenti di gestire i propri segnalibri. Si continua a sostenere caratteristiche come i collegamenti dei pulsanti a siti internet top come Amazon, Twitter, ecc. Permette inoltre l'accesso a diverse funzioni, tra cui Yahoo! Search.
Yahoo! Chrome Toolbar ha di recente incluso anche la Yahoo! Toolbar family.
Ha incorporato algoritmi per evitare i pop-up e spyware.

## Requisiti di sistema
Per installare, gli utenti devono avere i seguenti requisiti:

### Utenti Windows
- Windows 98 o superiore
- Internet Explorer 6.0 o superiore
- Firefox 1.5 o superiore

### Utenti Mac e Linux
- Firefox 1.5 o superiore

## Simili toolbar
- Alexa Toolbar
- AOL Toolbar
- Bing Bar
- Google Toolbar